# دوک‌نشین‌ها در انگلستان
در حال حاضر، دو «دوک‌نشین در انگلستان» وجود دارد. دوک‌نشین لنکستر و دوک‌نشین کورنوال. برخلاف دوک‌نشین‌های تاریخی در انگلستان، این‌ها دیگر با یک منطقه جغرافیایی مشخص همراه نیستند، اگرچه از شهرستان‌های پالاتین، لانکاشر و کورنوال سرچشمه می‌گیرند. در عوض، آنها متعلق به تاج‌وتخت هستند، که توسط قوانین پارلمان اداره می‌شوند و دارای برخی از اختیارات یک شرکت یا تراست می‌باشند.
اداره دوک‌نشین‌ها توسط قانون دوک‌نشین‌های لنکستر و کورنوال (حساب‌ها) ۱۸۳۸ تنظیم می‌شود. دوک‌نشین‌ها عمدتاً در زمین سرمایه‌گذاری می‌کنند و درآمد آنها به پادشاه یا بزرگترین وارث پادشاه قابل پرداخت است.

## دوک‌نشین لنکستر
دوک‌نشین لنکستر مساحتی در حدود ۴۶۵۰۰ هکتار دارد و شامل مناطق گسترده‌ای از جمله قلعه لنکستر می‌باشد که حاکم بریتانیا به عنوان دوک لنکستر مالک آن است و توسط نخست‌وزیر اداره می‌شود. کلانتر/حاکم دوک‌نشین لنکستر معمولاً یکی از اعضای کابینه بریتانیا است. درآمد دوک‌نشین لنکستر به دوک لنکستر تعلق می‌گیرد، عنوانی که از سال ۱۴۱۳ در اختیار پادشاه حاکم، (چه مرد و چه زن) بوده‌است. چارلز سوم دوک فعلی لنکستر است.

## دوک‌نشین کورنوال

زمین‌های دوک‌نشین کورنوال، که در بیشتر جنوب انگلستان و بخش‌هایی از ولز گسترده شده‌است.

فعالیت اصلی دوک‌نشین کورنوال مدیریت زمین آن است که مجموع ۱۳۵هزار هکتار در انگلیس است. این شامل کمی بیش از ۲٪ از شهرستان کورن‌وال است. اکثر املاک در جای دیگری قرار دارد، نیمی از آن در دارت موور، دوون، با سایر دارایی‌های بزرگ در کورن‌وال، هرفوردشر، سامرست و تقریباً در همه مناطق مجمع الجزایر سیلی هستند. بخش بزرگ دیگری از دارایی‌های آن نوارهای ساحلی و بستر رودخانه در امتداد سواحل کورنیش و دوون است. دوک‌نشین همچنین دارای یک هلدینگ سرمایه‌گذاری مالی است. درآمد دوک‌نشین کورنوال به دوک کورنوال تعلق می‌گیرد که در صورت وارث تاج و تخت، فرزند ارشد پادشاه است (و بنابراین در حال حاضر شاهزاده ولز). پسر ارشد پادشاه بریتانیا در بدو تولد یا زمانی که والدینش جانشین تاج‌وتخت می‌شوند، مالکیت دوک‌نشین و عنوان دوک کورنوال را به ارث می‌برند، اما نمی‌تواند دارایی‌های خود را بفروشد. منفعت شخصی دارد و حقوق و درآمد محدودی به عنوان کودک دارد. اگر پادشاه فرزند ذکور نداشته باشد، حقوق و مسئولیت‌های دوک‌نشین متعلق به تاج‌وتخت است و هیچ دوکی وجود ندارد. دوک فعلی ویلیام، شاهزاده ولز است. برای سال مالی منتهی به ۳۱ مارس ۲۰۲۰، دوک‌نشین ۹۰۹ میلیون پوند ارزش داشت و سود سالانه ۲۲٫۳ میلیون پوند بود که افزایش درآمد مازاد ۲٫۹ درصدی نسبت به سال قبل داشت. این املاک از سال ۲۰۰۷ کاهش ۵۶ درصدی انتشار کربن را با هدف صفر کردن خالص تا سال ۲۰۲۸ گزارش کرده‌است.